# Cratere Uluk
Uluk  è un cratere sulla superficie di Venere.